# Kiyoshi Nakamura
Kiyoshi Nakamura (født 20. maj 1971) er en tidligere japansk fodboldspiller.
Han har spillet for flere forskellige klubber i sin karriere, herunder Toyota Motors og Shimizu S-Pulse.